# 群馬県道75号伊勢崎停車場線
群馬県道75号伊勢崎停車場線（ぐんまけんどう 75ごう いせさきていしゃじょうせん）は群馬県伊勢崎市を通過する県道（主要地方道）である。

## 概要

### 路線データ
- 距離 : 0.7 km
- 起点 : 群馬県伊勢崎市曲輪町（伊勢崎駅南口）
- 終点 : 群馬県伊勢崎市本町（本町二丁目交差点＝群馬県道2号前橋館林線交点）

## 歴史
- 1993年（平成5年）5月11日 - 建設省から、県道伊勢崎停車場線が伊勢崎停車場線として主要地方道に指定される[1]。

## 地理

### 通過する自治体
- 伊勢崎市

### 交差する道路

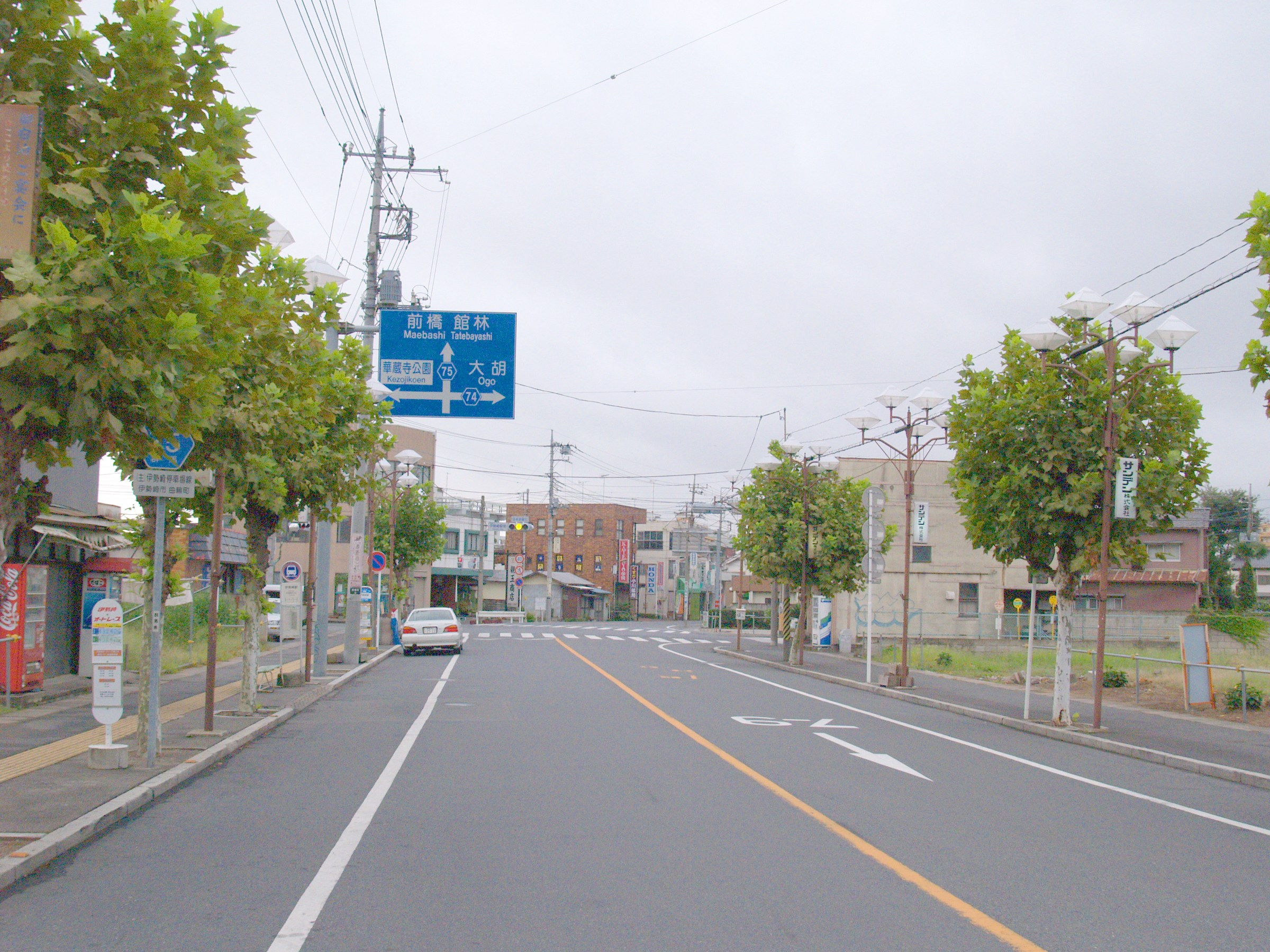
群馬県道75号伊勢崎停車場線（2011年9月）

- 群馬県道39号足利伊勢崎線（大手町・信用金庫前交差点）
- 群馬県道2号前橋館林線（終点）

### 沿線にある施設など
- 伊勢崎駅（JR両毛線・東武伊勢崎線）（曲輪町）
- 伊勢崎大手町郵便局（大手町）